# Christian Clavier
Christian Jean-Marie Clavier, nome completo de Christian Clavier (Paris, 6 de maio de 1952) é um ator, produtor, roteirista e diretor francês. Mais conhecido pelos papéis no cinema em Les Visiteurs e por ter interpretado o herói gaulês dos quadrinhos Asterix nos dois primeiros filmes live action da franquia Asterix e Obelix.

## Filmografia

### Ator
- 1973: L'An 01
- 1974: Que la fête commence
- 1975: C'est pas parce qu'on a rien à dire qu'il faut fermer sa gueule - não creditado
- 1975: Le Bol d'air
- 1976: Attention les yeux !
- 1976: F... comme Fairbanks
- 1977: Des enfants gâtés
- 1977: L'Amour en herbe
- 1977: Dites-lui que je l'aime
- 1977: Vous n'aurez pas l'Alsace et la Lorraine
- 1977: Le Diable dans la boîte
- 1978: La Tortue sur le dos
- 1978: Les Bronzés
- 1979: Les héros n'ont pas froid aux oreilles
- 1979: Les Bronzés font du ski
- 1980: Cocktail Molotov
- 1980: Je vais craquer !!!
- 1981: Clara et les Chics Types
- 1981: Les Babas Cool
- 1982: Elle voit des nains partout !
- 1982: Le Père Noël est une ordure
- 1982: Merci Bernard - série de televisão
- 1983: Rock 'n Torah
- 1983: Papy fait de la résistance
- 1985: L'Été 36, série de televisão
- 1986: Twist again à Moscou
- 1987: La Vie dissolue de Gérard Floque
- 1988: Sueurs froides (série télévisée, 1988) - série de televisão (episódio "La Belle ouvrage")
- 1988: Palace ou Ça c'est palace - série de televisão
- 1989: Les Cigognes n'en font qu'à leur tête
- 1989: Fantômes sur l'oreiller - série de televisão
- 1989: Mieux vaut courir - série de televisão
- 1989: Mes meilleurs copains
- 1990: Les gens ne sont pas forcément ignobles - série de televisão
- 1991: L'Opération Corned-Beef
- 1991: Les Secrets professionels du Dr. Apfelglück
- 1993: Les Visiteurs
- 1993: La Soif de l'or
- 1994: La Vengeance d'une blonde
- 1994: Grosse fatigue
- 1995: Les Anges gardiens
- 1997: Les Sœurs Soleil
- 1998: Les Couloirs du temps: Les visiteurs 2
- 1999: Astérix et Obélix contre César
- 2000: Les Misérables, série de televisão
- 2001: Les Visiteurs en Amérique (Just Visiting)
- 2002: Astérix & Obélix: Mission Cléopâtre
- 2002: Napoléon, série de televisão
- 2003: Lovely Rita, sainte patronne des cas désespérés
- 2004: Albert est méchant
- 2004: L'Enquête Corse
- 2005: L'Antidote
- 2006: Les Bronzés 3: Amis pour la vie
- 2006: L'entente cordiale
- 2007: L'Auberge rouge

### Produtor
- Les Visiteurs 2: Les Couloirs du temps (1998)
- Les Visiteurs en Amérique (2001)
- Le Cœur sur la main (2001)
- Lovely Rita, sainte patronne des cas désespérés (2003)